# هيو جيتسكيل
هيو تود نايلور جيتسكيل (منذ 9 أبريل 1906 حتى 18 يناير 1963) كان سياسيًا بريطانيًا شغل منصب زعيم حزب العمال وزعيم المعارضة منذ عام 1955 حتى وفاته في عام 1963. كان محاضرًا في الاقتصاد وموظفًا مدنيًا في زمن الحرب، وانتُخب نائبًا في البرلمان في عام 1945 وتولى مناصب في حكومات كليمان أتلي، مثل وزير الوقود والطاقة بعد الشتاء القارس في عامَي 1946 و1947. انضم أيضًا إلى مجلس الوزراء كوزير للخزانة. في محاولته لمواجهة الحاجة إلى زيادة الإنفاق العسكري في عام 1951، فرض رسومًا على الخدمة الصحية الوطنية وعلى أطقم الأسنان والنظارات، مما دفع اليساري البارز أنورين بيفان إلى الاستقالة من مجلس الوزراء.
أُطلق على التشابه الملحوظ في التوقعات مع نظيره في حزب المحافظين راب بتلر اسم «البوتسكيلية»، وهو مصطلح ساخر يمزج الاسمَين في البداية، وكان أحد جوانب إجماع ما بعد الحرب الذي اتفقت من خلاله الأحزاب الرئيسية إلى حد كبير على النقاط الرئيسية السياسة الداخلية والخارجية حتى السبعينيات. كسب جيتسكيل مع حزب العمال في المعارضة من عام 1951 معارك قيادة مريرة ضد بيفان وأنصاره ليصبح زعيم حزب العمال وزعيم المعارضة في عام 1955. في عام 1956 عارض استخدام حكومة إيدن للقوة العسكرية في السويس. على خلفية الاقتصاد المزدهر، قاد حزب العمال إلى هزيمته الثالثة على التوالي في الانتخابات العامة لعام 1959.
في أواخر الخمسينيات من القرن الماضي، وفي مواجهة معارضة النقابات العمالية الكبرى، حاول عبثًا إزالة البند الرابع من دستور حزب العمال، الذي ألزم حزب العمال بتأميم جميع وسائل الإنتاج. لم يرفض الملكية العامة تمامًا، لكنه شدد أيضًا على الأهداف الأخلاقية للحرية والرفاهية الاجتماعية وفوق كل شيء المساواة، وجادل بأنه يمكن تحقيقها من خلال السياسات المالية والاجتماعية داخل اقتصاد مختلط. كانت تُسمى وجهات نظره التحريفية، في الجناح اليميني لحزب العمال الجيتسكيلية.
على الرغم من هذه النكسة، تراجع جيتسكيل عن محاولة تبني نزع السلاح النووي من جانب واحد كسياسة لحزب العمال، وعارض محاولة رئيس الوزراء هارولد ماكميلان لقيادة المملكة المتحدة في السوق الأوروبية المشتركة. كان محبوبًا ومكروهًا لقيادته المواجهة وصراحته الشديدة. توفي فجأة في عام 1963، عندما بدا وكأنه على وشك إعادة حزب العمل إلى السلطة ليصبح رئيس الوزراء المقبل.

## حياته المبكرة
وُلد هيو جيتسكيل في كنسينغتون في لندن، وهو الطفل الثالث والأصغر لأرثر جيتسكيل (1869-1915) من الخدمة المدنية الهندية، وأديلايد ماري (توفيت عام 1956)، التي كان والدها، جورج جاميسون، القنصل العام في شنغهاي وقبل ذلك كان قاضيًا في المحكمة البريطانية العليا للصين واليابان. كان يُعرف باسم «سام» عندما كان طفلًا. كان لدى عائلة جيتسكيل علاقة عائلية طويلة بالجيش الهندي، وقضى طفولته في بورما. بعد وفاة والده، سرعان ما تزوجت والدته وعادت إلى بورما، وتركته في مدرسة داخلية.
تلقى جيتسكيل تعليمه في مدرسة التنين من عام 1912 حتى عام 1919، وكان صديقًا لشاعر المستقبل جون بيتجمان. ثم التحق بكلية وينشستر منذ عام 1919 حتى عام 1924.
درس في نيو كوليدج، أكسفورد منذ عام 1924 حتى عام 1927. درس تحت إشراف جي دي إتش كول، وأصبح جيتسكيل اشتراكيًا وكتب مقالًا طويلًا عن الشارتية، يجادل فيه بأن الطبقة العاملة بحاجة إلى قيادة الطبقة الوسطى. جاءت أول مشاركة سياسية لجيتسكيل نتيجة للإضراب العام عام 1926. دعم معظم الطلاب الحكومة وتطوع الكثير منهم لأداء مهام الدفاع المدني، أو ساعدوا في إدارة الخدمات الأساسية. دعم جيتسكيل، على غير العادة المضربين وعمل كسائق لأشخاص مثل إيفان دوربين وزوجته مارغريت، التي ألقت الخطب واستلمت العمل على صحيفة النقابة «العمال البريطانيون». بعد انهيار الإضراب العام، أمضى جيتسكيل ستة أشهر أخرى في جمع الأموال لعمال المناجم، الذين لم ينته نزاعهم (من الناحية الفنية إغلاقًا وليس إضرابًا) حتى نوفمبر. تخرج بدرجة أولى في الفلسفة والسياسة والاقتصاد عام 1927.

## وزارة الوقود والطاقة
عُين جايتسكيل وزاريًا لأول مرة في مايو 1946 كنائب وزير برلماني للوقود والطاقة، تحت قيادة إيمانويل «ماني» شينويل. خُصّصت الوظيفة في البداية لهارولد ويلسون، وعُين جيتسكيل خليفًا لويلسون في منصب وكيل الوزارة البرلماني في وزارة الأشغال. يعتقد جايتسكيل أن شينويل، الذي كان يشك في اشتراكيي الطبقة الوسطى من المثقفين اختاره على حساب ويلسون لأن الأخير كان بالفعل خبيرًا في صناعة التعدين.
لعب جيتسكيل دورًا مهمًا في توجيه مشروع قانون تأميم الفحم من خلال مجلس العموم، وتحمل العبء الأكبر من مرحلة اللجنة واختتم المناقشة النهائية. في أزمة الوقود في فبراير 1947، كان على شينويل، الذي تجاهل تحذيرات جيتسكيل، أن يطلب الإذن من مجلس الوزراء لإغلاق محطات الطاقة، وعُين جيتسكيل وأدار اللجنة الرئيسية التي قررت أين يجب إرسال الفحم. في عام 1947، لعب مرة أخرى دورًا مهمًا في توجيه تأميم الكهرباء من خلال مجلس العموم، مما أدى إلى اختتام النقاش في القراءة الثانية.
في 7 أكتوبر 1947 رُقي جيتسكيل إلى منصب وزير الوقود والطاقة بدلًا من شينويل. لم يكن عضوًا في مجلس الوزراء، على الرغم من أنه غالبًا ما كان يحضر اجتماعات مجلس الوزراء عندما تكون مساهمته مطلوبة. ارتكب خطأ أثناء الحملة الانتخابية البلدية في هاستينغز في وقت سابق من ذلك العام، عندما أوصى الناس بتوفير الوقود من خلال أخذ عدد أقل من الحمامات، مضيفًا أنه نفسه لا يستحم كثيرًا. في مجلس العموم في أواخر أكتوبر، قال تشرشل مازحًا إنه لا عجب أن تكون الحكومة «كريهة الرائحة» وسأل رئيس مجلس النواب عما إذا كان من الممكن أن يُسمح له بوصف وزراء العمل بأنهم «رديئين»، وهو تعبير غير برلماني عادةً، بدا وكأنه بيانًا بسيطًا للحقيقة. لم يجعل جيتسكيل لنفسه شعبية كبيرة من خلال إلغاء حصص البنزين الأساسية لسائقي السيارات الخاصة، لكنه شجع على بناء مصافي النفط، وهي خطوة لم يلاحظها أحد في ذلك الوقت والتي كان لها تداعيات مهمة على المستقبل.